# 珍努宮
珍努宮（ちぬのみや）または和泉宮（いずみのみや）は、元正天皇時代の離宮。

## 概要
元正天皇が避寒用に河内国和泉郡に営んだもので、名称はクロダイ（黒鯛）の異称である「チヌ（茅渟）」の海に面した地域名であったという。
『続日本紀』巻第七によると、霊亀2年3月（716年）に、「河内国の和泉･日根両郡を割き珍努宮に供せしむ」、同年4月に「大鳥･和泉･日根三郡を割き和泉監を置く」とある。翌霊亀3年2月15日（717年、この年の11月に養老と改元）、元正天皇は難波宮から和泉宮に行幸し、同月18日、和泉監の堅部使主石前の位を一階昇進され、技術者や大少毅労役の人夫達に身分に応じて物を授けたという。
『続紀』巻第八によると、養老3年（719年）の2月11日にも和泉宮に行幸しており、その後、同巻第十三によると、天平12年（740年）に和泉監は河内国に併合されてしまうが、宮自体は存続しており、同巻第十五では、聖武天皇も天平16年2月10日（744年）に行幸している。同年7月と10月に元正上皇が「智努離宮」に行幸したともあり、10月の際には竹原井離宮にも立ち寄っている。
その所在地については、現在の大阪府和泉市府中町に比定する説があるが、明確な遺構は検出されていない。一方で近年の発掘調査では、和泉市葛の葉町の大園遺跡において、奈良時代の特殊遺構として巨大刳抜井戸・カニヤ塚古墳周濠の改変（苑地化か）・トイレ遺構が認められており、同遺跡を珍努宮（和泉宮）に比定する説が浮上している。
天平9年度（737年）の「和泉監正税帳」には、和泉監の正（長官）が従者3人を連れ、2日の間「和泉宮御田苅稲収稲」にあたったことが記されている。
なお、允恭天皇にも衣通姫のために建てた「茅渟宮」があるが、こちらは和泉郡ではなく日根郡、現在の大阪府泉佐野市上之郷に比定されている。